# Carlos Ñáñez
Carlos Andrés Ñáñez Tovar, noto semplicemente come Carlos Ñáñez (Cali, 15 dicembre 1984), è un giocatore di calcio a 5 colombiano.

## Carriera
Con la nazionale colombiana ha partecipato alla Coppa del Mondo 2012 e alla successiva Coppa del Mondo 2016.

## Palmarès
- Liga Colombiana de Fútbol Sala: 1

Deportivo Lyon: Apertura 2011